# Voisins-le-Bretonneux
Voisins-le-Bretonneux è un comune francese di 10 721 abitanti situato nel dipartimento degli Yvelines nella regione dell'Île-de-France.

## Società

### Evoluzione demografica
Abitanti censiti

## Amministrazione

### Gemellaggi
- Schenefeld
- Łuków
- Irvine